# 門倉卍貴浩
門倉卍貴浩（かどくらまんじたかひろ）は、日本の漫画家、イラストレーター、詩人。
群馬県高崎市出身。

## 概要
1997年、『ヤングサンデー』（小学館）にて、『Let me be your teddy dog,』で漫画家デビュー。
2000年、『詩のボクシング』第一回群馬県大会にて優勝。
2001年、『詩のボクシング』第一回全国大会にて準優勝。決勝で敗れたものの、NHKでのTV放送の際に、門倉の朗読詩を聞いた当番組出演者の俵万智から、「門倉くんが、お日様の下に生まれてくれて良かった」などと絶賛されている。また、後日、コミッショナーの楠かつのりは門倉の事を、著書にて、「ポップ詩の新しい次元をひらくかのような詩を次々と朗読していた」と評している。
この頃から詩人としての活動が活発になり、都内での朗読イベントや、ラジオ、TV番組などにも多数出演している。
イラストレーター及び詩人活動時には、旧ペンネームの多加崎フリッツや門倉フリッツ貴浩を名乗っていた。
2001年 - 2005年、『Myクロスワード』（学研）、『アロースケルトン』（学研）などの月刊誌に、主に動物を用いたイラストや四コマ、ギャグ漫画を、多加崎フリッツ名義で連載。
2002年、詩集『彼女のスブタに溶け込めぬ僕のパインの黄色い悲哀』（文芸社、ISBN 4835546717)を、門倉フリッツ貴浩名義で刊行。
2008年 - 2018年、『夜遊び隊』や『Peach!』を始めとする風俗情報サイトや冊子に、長期に渡り、100本以上のルポマンガを掲載、自身の事を雑食系漫画家と表現している。
2011年 - 、障害者の芸術支援活動に従事し、多施設にて漫画やアートの講師も勤めている。
2019年 - 2021年には、『阿曽山大噴火の面白人間傍聴記 ～法廷で逢いましょう』（原案/阿曽山大噴火＜画期的コミックス＞）や、『マンガ版 ぼく、街金やってます』（原作/中山美里、原案協力/テツクル＜ベストセラーズ＞）など、実在する人物を主人公に、コメディ調に描かれた実録系の作品が目立ったが、近年では、ホラーやサスペンス色の強い作品が多い。

## 受賞歴
- 1993年-ヤングマガジン(講談社) 月例新人賞 奨励賞
- 1994年 -ヤングマガジン(講談社) 月例新人賞 奨励賞
- 1994年-comicアレ！(マガジンハウス) 月間新人賞 入選
- 1995年-ヤングマガジン(講談社) 月例新人賞 奨励賞
- 1996年-ヤングサンデー(小学館) 月間新人賞 入選
- 1998年-月刊漫画ガロ(青林堂) 新人賞 入選
- 2007年-まんがタイムファミリー(芳文社)新人四コマまんが大賞 入選

## 作品

### 漫画
- 『Let me be your teddy dog,』（1997年、ヤングサンデー）
- 『東京都在住見習い天使』（1998年、月刊漫画ガロ）
- 『Anarchy in the 題目』（1999年、ヤングサンデー）
- 『恋愛番長のウルルン放浪記』（2000年、ヤングサンデー）
- 『プロ野球選手のド派手な下半身事情』(2003年、コアマガジン)
- 『こども課長竹田くん』(2007年、まんがタイムファミリー)
- 『因幡の白兎』(2008年、竹書房)
- 『LIVE-ALIVE 前田慶次・太陽より高く』(2009年、徳間書店)
- 『注入!15気圧』（2009年 - 2010年、八重洲出版）
- 『窓際の向こうに』(2012年、晋遊舎)
- 『漫画版 桜の樹の下には』(2009年、App Store配信)
- 『サンスポ性ノンフィクションシリーズ』(2010年-2011年、サンケイスポーツ)
- 『えんがわ侍』（2010年 - 2011年、ビナBOO）
- 『モスバーガー』(2019年、思い出食堂)
- 『阿曽山大噴火の面白人間傍聴記 ～法廷で逢いましょう』(2019年 - 2020年、画期的コミックス）
- 『マンガ版 ぼく、街金やってます』（2020年-2021年、KKベストセラーズ）
- 『官能白書』(2021年、週刊漫画ゴラク)
- 『ノロイゴト』(2024年 - 連載中 、A-WAGON)
- 『私をフォローしないで ―死が感染るSNS― 』（2024年 - 連載中、竹書房 WEBコミックガンマ）

### イラスト
- 『テレパル』(1996年、小学館)
- 『Ｍｙクロスワード』（2001年 - 2005年、学研）
- 『アロースケルトン』(2003年 - 2005年、学研）
- 『クロスワードセブン』(2007年、桃園書房)
- 『音楽の話をしよう』（2011年、ふくろう出版/著：寺内大輔)
- 『平凡パンチ 特別編集版』(2014年、マガジンハウス)

### 著書
- 『彼女のスブタに溶け込めぬ僕のパインの黄色い悲哀』（2002年、文芸社、ISBN 4835546717)
- 『阿曽山大噴火の面白人間傍聴記 ～法廷で逢いましょう』（電子書籍、ASIN: B07Y3YXNGG)
- 『漫画版 桜の樹の下には』（電子書籍、ASIN: B07X8QNHFD)
- 『よりぬきえんがわ侍』（電子書籍、タツノタマゴプロ、ASIN: B084V4NXP7)
- 『【漫画版】ぼく、街金やってます』（電子書籍、ASIN: B0BPX8NR29）
- 『暗8P×3 ～変な短編集～』（電子書籍、ASIN: B0CTCFFWYH）